# Evan Justice
John Evan William Justice (Richmond, Virginia, 7 de julio de 1998), más conocido como Evan Justice, es un jugador profesional estadounidense de béisbol que se desempeña en la posición de lanzador en Colorado Rockies, equipo de las Grandes Ligas de Béisbol (MLB).

## Carrera
En 2023, Justice hizo su debut en la MLB con el equipo a Colorado Rockies, donde lleva jugando dos temporadas.